# اسکاتلند (جورجیا)
اسکاتلند، جورجیا (به انگلیسی: Scotland, Georgia) یک شهر در ایالات متحده آمریکا با جمعیت ۳۰۰ نفر است که در جورجیا واقع شده‌است.

## موقعیت جغرافیایی
موقعیت جغرافیایی شهرها و مناطق اطراف به شرح زیر است: